# Purga
Purga je manjše naselje v Občini Črnomelj. Leži ob Kolpi ob regionalni cesti Črnomelj–Dolenjci–Preloka–Vinica. Naselje se nahaja tik pred Adlešiči. V središču vasi pri domačiji Adlešič (Kavranovi) in Rožmanovi, sta odcepa ceste za Pobrežje in Velika sela.
V preteklosti sta bila v Purgi tudi dva kala, eden ob glavni cesti med domačijo Barbirjevih in Rožmanovih, drugi pa ob cesti, ki vodi na Priložnik in Velika sela. Naselje leži v Krajinskem parku Kolpa.